# 大槻喬
大槻 喬（おおつき たかし、1893年4月8日 - 1969年11月16日）は、日本の電気工学者。電気学会会長。

## 経歴
兵庫県生まれ。1914年、東京高等工業学校付設工業教員養成所電気科卒業。1919年、東京外国語学校専修科ドイツ語学科卒業。1921年からアメリカ・イギリス・ドイツに留学。熊本高等工業学校教授を経て、1929年、東京工業大学助教授。ドイツ留学を経て、1932年に東京大学工学博士号を修得、1934年に東工大電気工学科教授。1954年、定年退職し、名誉教授となると共に、明治大学教授、東洋電機製造取締役・技術研究所長に就任。1965年、東海大学工学部長。1969年、電気学会会長。
1969年11月16日、脳卒中のため東京都目黒区自由が丘の自宅にて死去。葬儀は同月24日、東海大学代々木校舎で大学葬として行われた。

## 著書
- 「電気回路論」共立出版(1948)
- 「工業設備」千倉書房(1939)